# 總統單位表彰 (美國)
總統單位表彰（英語：Presidential Unit Citation，PUC），原本稱作傑出單位表彰，是頒發給美國制服部隊和盟國軍隊的單位，獎勵它們非凡的英雄行動，在極其困難和危險的條件下完成使命的勇氣、決心和團隊精神，且高於同場戰役的其他單位。
此獎項在1942年12月26日行政命令通過，但頒發的單位可追朔至1941年12月7日。獲得最多的單位是海軍陸戰隊第1師及礁蝴蝶魚號攻擊型核潛艇，都是九次。

## 外部連結
- 维基共享资源上的相關多媒體資源：總統單位表彰